# 妙福寺 (久喜市)
妙福寺（みょうふくじ）は、埼玉県久喜市にある日蓮宗の寺院。旧本山は大本山中山法華経寺、小西法縁。塔頭として正養院がある。

## 歴史
創建年代は不明である。元々は真言宗の寺院で「延命山金剛院」と称していた。1368年（応安元年）、日英の折伏により、法華宗（日蓮宗）に転宗した。
かつては5000坪の境内を有し、それぞれ六つの寺院と神社を配下に持つ大寺院であった。度々火災に遭うものの、その都度再建を果たし現在に至っている。

## 文化財
- 木造聖観音菩薩坐像及び厨子（久喜市指定文化財 昭和60年6月4日指定）[2]

## 交通アクセス
- 路線バス野々宮停留所より徒歩11分。